# لورون
هوای سرد و کم شدن جمعیت بدون رسیدگی دولت و کمیته استفاده از آب چشمه که باعث به پایان رساندن منابع آب هست  طبقه گفته های مردم محلی بعضی از چشمه ها در حال خشک شدن
رسیدگی نکردن  دولت‌ و کمیته و دما بسیار سرد حتی تابستان مرزی از جمهوری آذربایجان توابع بخش مرکزی شهرستان نمین در استان اردبیل ایران است.

## جمعیت
این روستا در دهستان دولت آباد قرار دارد و براساس سرشماری مرکز آمار ایران در سال ۱۴۰۰ به جمعیت۵۰ نفر
[۱۰ خانوار ]